# Metal on Metal
Metal on Metal es el segundo álbum de estudio de la banda de heavy metal canadiense Anvil, publicado el 15 de abril de 1982. La canción "666" fue utilizada en la banda sonora de la película It (2017), de Andy Muschietti.

## Lista de canciones
| Lado A |                                     |          |  |
| N.º    | Título                              | Duración |  |
| 1.     | «Metal on Metal»                    | 3:56     |  |
| 2.     | «Mothra»                            | 5:08     |  |
| 3.     | «Stop Me»                           | 5:26     |  |
| 4.     | «March of the Crabs» (instrumental) | 2:33     |  |
| 5.     | «Jackhammer»                        | 3:33     |  |

| Lado B |                       |          |  |
| N.º    | Título                | Duración |  |
| 6.     | «Heat Sink»           | 3:57     |  |
| 7.     | «Tag Team»            | 4:09     |  |
| 8.     | «Scenery»             | 4:42     |  |
| 9.     | «Tease Me, Please Me» | 4:53     |  |
| 10.    | «666»                 | 4:46     |  |

## Créditos
- Steve "Lips" Kudlow – voz, guitarra
- Robb Reiner – batería
- Dave Allison – guitarra, voz en "Stop Me"
- Ian Dickson – bajo